# Eulasia corniculata
Eulasia corniculata är en skalbaggsart som beskrevs av Edmund Reitter 1903. Eulasia corniculata ingår i släktet Eulasia och familjen Glaphyridae. Inga underarter finns listade i Catalogue of Life.